# Alphonse Bachetti
Alphonse Bachetti, né le 20 mai 1902 à Solano et mort en 1969 à Besançon, est un militaire franco-italien, membre de la Légion étrangère puis des Forces françaises libres durant la Seconde Guerre mondiale.

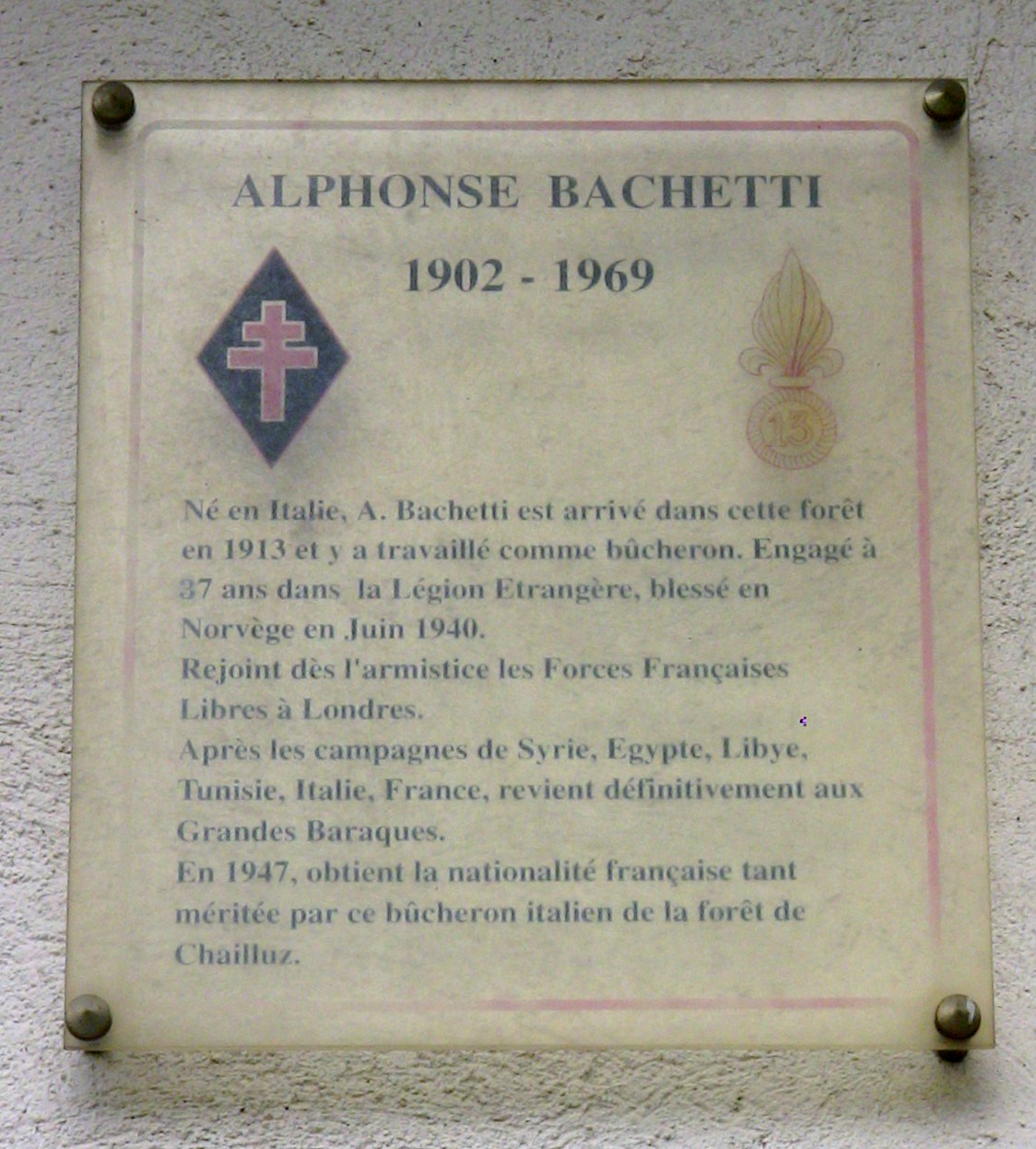
Plaque commémorative d'Alphonse Bachetti

## Biographie

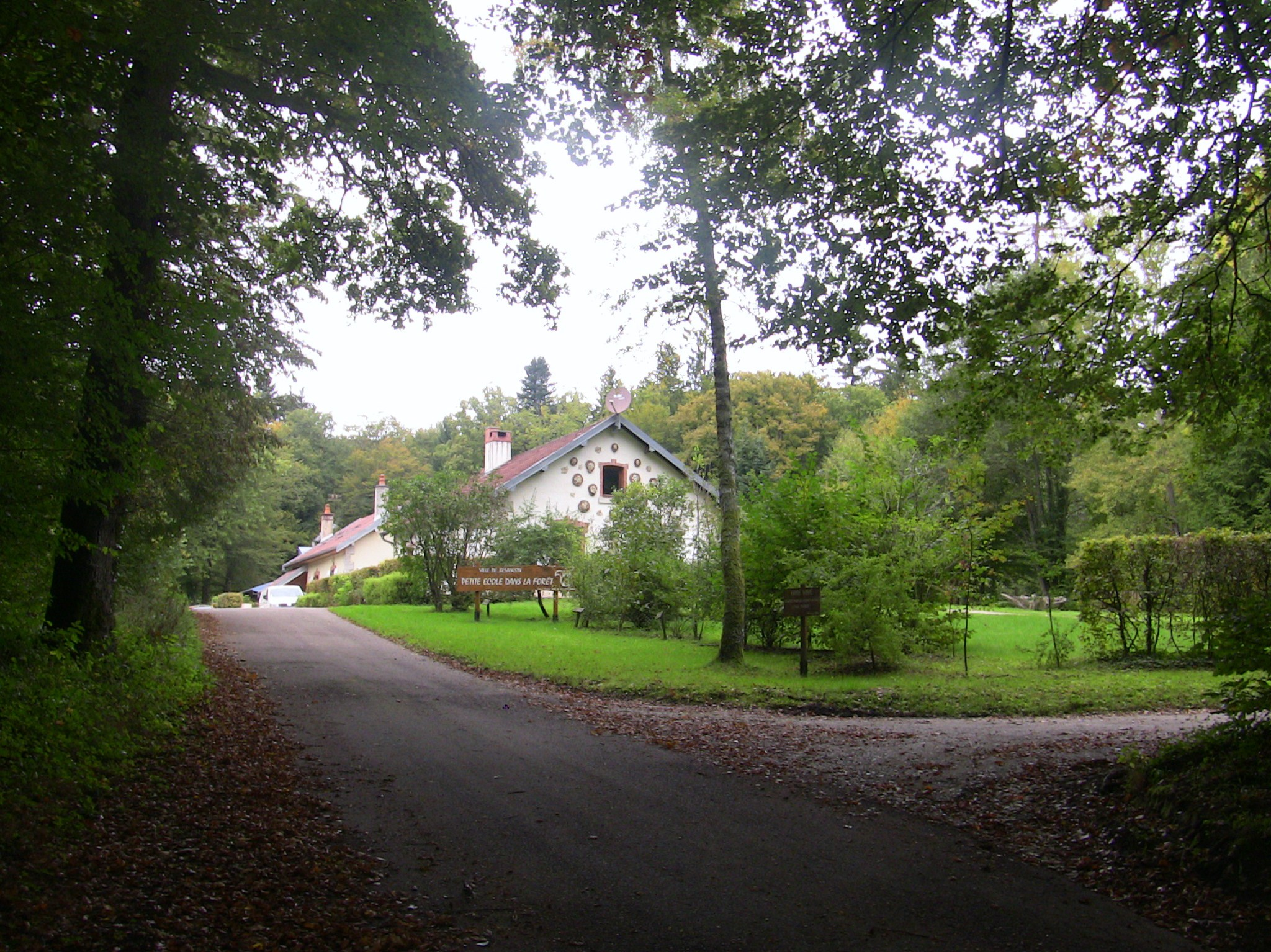
Les grandes Baraques, dans la forêt de Chailluz (petite école dans la forêt).

Alphonse Bachetti est né en 1902 à Solano; mais très vite, sa famille immigre à Besançon et s'installe aux environs de la forêt de Chailluz dès 1913. Alphonse Bachetti devient bûcheron dans le lieu-dit des Grandes Baraques en 1927, mais commence une carrière de militaire en s'engageant dans la Légion étrangère en 1938 à Sidi-bel-Abbès, aujourd'hui en Algérie. La guerre approche, et la France ainsi que l'Angleterre portent secours à la Norvège ; Alphonse Bachetti participe à la campagne norvégienne en 1940, et en ressort vivant, bien qu'il a été blessé en juin 1940 au front. L'ancien bûcheron rejoint par la suite les Forces françaises libres, aux côtés de seulement 400 autres Français rescapés de la campagne nordique. Puis, Bachetti participe aux combats de la campagne de Syrie en 1941, à ceux de la campagne de Libye et d'Égypte en 1942 ainsi qu'à la campagne de Tunisie entre 1942 et 1943. Enfin, Alphonse Bachetti retrouve sa terre natale lors de la campagne d'Italie, et participe à la libération de la France. Après la guerre, il reprend ses activités de bûcheron à Chailluz et obtient la nationalité française en 1947.
Il meurt en 1969 à Besançon ; une plaque commémorative lui rend hommage aux Grandes Baraques : « ALPHONSE BACHETTI — 1902-1969 — Né en Italie, A.Bachetti est arrivé dans cette forêt en 1913 et y a travaillé comme bûcheron. Engagé à 37 ans dans la Légion étrangère, blessé en Norvège en juin 1940. Rejoint dès l'Armistice les Forces Françaises Libres à Londres. Après les campagnes de Syrie, Égypte, Libye, Tunisie, Italie, France, revient définitivement aux Grandes Baraques. En 1947, obtient la nationalité française tant méritée par ce bûcheron italien de la forêt de Chailluz ».